# Lgota (województwo śląskie)
Lgota – wieś w Polsce położona w województwie śląskim, w powiecie kłobuckim, w gminie Kłobuck. W latach 1975–1998 miejscowość administracyjnie należała do województwa częstochowskiego.
Przez wieś przebiega droga krajowa nr 43 łącząca Częstochowę z Wieluniem. W okolicach wsi zostanie wybudowany węzeł drogowy łączący ją z autostradą A1.
W Lgocie znajduje się pamiątkowa kapliczka, którą zbudowano w 1900 roku staraniem Franciszka Zająca i Antoniego Gęsiarza, w której znajdował się obraz Matki Bożej, który obecnie znajduje się w sanktuarium w Licheniu.

## Historia
Miejscowość ma metrykę średniowieczną i istnieje co najmniej od XIV wieku. Wymieniona po raz pierwszy w 1383 w dokumencie zapisanym w języku łacińskim jako Elgotha, 1416 Lgotha, 1419 Logotha, 1453 Llgotha .
Wieś początkowo była własnością szlachecką oraz królewską w tzw. kluczu olsztyńskim. W 1393 król polski Władysław Jagiełło nadał kilka wsi leżących przy rzece Żarnowej w tym Lgotę, a także kąt bartny zwany Jamiska graniczący z tymi wsiami jako uposażenie klasztoru Paulinów na Jasnej Górze .

## Geologia
Podłoże Lgoty znajduje się w obrębie północnej części Monokliny Śląsko–Krakowskiej. Obszar ten zakrywa dość zwarta pokrywa utworów czwartorzędowych, wykształconych w postaci: piasków różnoziarnistych(piaskownia, piaski budowlane o miąższości ok. 25 m), żwirów z głazikami i glin zwałowych, szaro-brunatnych. Pod nimi znajdują się całe utwory jurajskie, tworząc rozległe płaty, niewielkie ostańce lub też wypełniając głębokie rynny, powstałe wskutek lokalnej erozji w iłach. Glina zwałowa pochodzi z dwóch zlodowaceń plejstoceńskich: Dolna – zlodowacenie południowopolskie(krakowskie); Górna – starsza faza zlodowacenia środkowopolskiego(Odry). Pokryta jest ona na znacznych obszarach piaskiem akumulacji wodno-lodowcowej(fluwioglacjalnych). Utwory czwartorzędowe,
występujące w dolinach rzek są nałożone na osady starsze ciągłą pokrywą. Twory starszego podłoża (trias i jura), stanowią jednoskrzydłową antyklinę, powstałą w trzeciorzędzie. Lokalnie występują również krzemienie, czerty i piaskowce.